# رومن کومبو
رومن کومبو (فرانسوی: Romain Combaud‎؛ زادهٔ ۱ آوریل ۱۹۹۱ ‏(۳۳ سال)) دوچرخه‌سوار اهل فرانسه است.
از باشگاه‌هایی که در آن رکاب زده‌است می‌توان به تیم دوچرخه‌سواری آرمی دو تر و دلکو–مارسی پوونس کی‌تی‌ام اشاره کرد.